# Wyścig Belgii WTCC
Wyścig Belgii WTCC – runda World Touring Car Championship rozgrywana w latach 2005, 2010–2011 oraz 2014 na torach Circuit de Spa-Francorchamps w Stavelot w belgijskiej prowincji Liège i Circuit Zolder koło Hasselt, stolicy Limburgii. Pierwszy i jedyny aż do 2010 Wyścig Belgii odbył się w sezonie 2005. Runda ta powróciła w sezonie 2010, lecz tym razem odbyła się na torze Circuit Zolder, podobnie jak w sezonie 2011.

## Zwycięzcy
| Sezon | Kierowca                      | Samochód              | Zespół                 | Lokalizacja | Wyniki |
| ----- | ----------------------------- | --------------------- | ---------------------- | ----------- | ------ |
| 2005  | Wyścig 1: Dirk Müller         | BMW 320i              | BMW Team Deutschland   | Spa         | Wyniki |
| 2005  | Wyścig 2: Fabrizio Giovanardi | Alfa Romeo 156        | Alfa Romeo Racing Team | Spa         | Wyniki |
| 2010  | Wyścig 1: Gabriele Tarquini   | SEAT León             | SR-Sport               | Zolder      | Wyniki |
| 2010  | Wyścig 2: Andy Priaulx        | BMW 320si             | BMW Team RBM           | Zolder      | Wyniki |
| 2011  | Wyścig 1: Robert Huff         | Chevrolet Cruze       | Chevrolet              | Zolder      | Wyniki |
| 2011  | Wyścig 2: Gabriele Tarquini   | SEAT León             | Lukoil – SUNRED        | Zolder      | Wyniki |
| 2014  | Wyścig 1: Yvan Muller         | Citroën C-Elysée WTCC | Citroën Total WTCC     | Spa         | Wyniki |
| 2014  | Wyścig 2: José María López    | Citroën C-Elysée WTCC | Citroën Total WTCC     | Spa         | Wyniki |